# Normandie (région administrative)
Cet article concerne la région administrative créée en 2016. Pour la région historique, voir Normandie. Pour les autres significations, voir Normandie (homonymie).
La Normandie est une région administrative française. Située dans le Nord-Ouest de la France, elle est bordée par la Manche. Elle s'étend sur 29 906 km2 et compte 3 339 074 habitants.
Le chef-lieu est fixé à Rouen (préfecture de la région Normandie), tandis que l'hôtel de région est situé à Caen (siège du conseil régional de Normandie). La commune la plus peuplée de la région est Le Havre, à l'embouchure de la Seine.
La Normandie est un territoire géographique et culturel ancien, bien qu'ayant disparu des cartes géographiques après la Révolution, et même après la régionalisation, qui l'avait initialement divisée en deux régions. Par son histoire, la région normande recoupe en très grande partie les limites de la Normandie historique et une portion du comté du Perche, anciennes provinces du royaume de France disparues en 1789.
Elle est issue de l'union des anciennes régions Haute-Normandie et Basse-Normandie. Cette fusion est effective depuis le 1er janvier 2016, après les élections régionales de décembre 2015.
Cette union fait suite à la loi relative à la délimitation des régions, aux élections régionales et départementales et modifiant le calendrier électoral adoptée le 17 décembre 2014 et promulguée le 16 janvier 2015.

## Histoire
La région Normandie en tant qu'entité administrative a été créée le 1er janvier 2016. Elle résulte de la fusion des anciennes régions Basse-Normandie et Haute-Normandie, régions créées en 1972. La région est formée des cinq départements normands fondés par le décret du 22 décembre 1789, et dont la somme correspond aux limites de la Normandie historique, à l'exception de quelques communes limitrophes, et augmentée d’une partie du comté du Perche, ancienne province du royaume de France, ajouté au département de l'Orne lors de sa création.

Carte de la région Normandie avec ses cinq départements et les communes historiquement normandes situées maintenant hors de la région. Les couleurs correspondent aux deux provinces qui existaient sur son territoire au XVIII et aux communes hors de son territoire actuel mais normandes au XVIII :
Normandie
Perche
Communes historiquement normandes et situées dans d'autres régions.

## Population
La région compte 3 339 074 habitants (population municipale au 1er janvier 2022).
| 2 757 520                                        | 2 901 847 | 3 006 341 | 3 126 859 | 3 202 449 | 3 260 000 | 3 315 077 | 3 335 929 | 3 339 074 |
| Sources : 1968-2015 recensements Source : Insee. |           |           |           |           |           |           |           |           |

## Délimitation
La Normandie est limitrophe des Hauts-de-France, de la Bretagne, des Pays de la Loire, de l'Île-de-France ainsi que du Centre-Val de Loire.

## Administration et politique

### Sièges des autorités régionales

#### Préfecture de région et directions régionales de l'État
Selon l’article 2 de la loi du 16 janvier 2015, le chef-lieu provisoire de la nouvelle région Normandie devait être désigné par un décret avant le 31 décembre 2015, après avis du conseil municipal et des conseils régionaux concernés et le chef-lieu définitif par un décret pris en Conseil d’État avant le 31 octobre 2016.
Le 31 juillet 2015, le conseil des ministres avait choisi Rouen comme chef-lieu provisoire,. Une partie des services de l'État est toutefois fixée à Caen (direction régionale des Affaires culturelles, direction régionale de l'Alimentation, de l'Agriculture et de la Forêt, agence régionale de santé, direction régionale de l'Institut national de la statistique et des études économiques). Le rectorat d'académie est également installé à Caen, qui devient ensuite le siège de l'académie de Normandie en 2020 après la fusion des académies de Caen et de Rouen.
Le 28 septembre 2016, Rouen devient définitivement le chef-lieu de la région Normandie, siège de la préfecture de région et de la plupart des directions régionales d'État (DRFiP, DIRECCTE, DREAL, DRJSCS, Pôle emploi…), Caen conservant celles citées plus haut. La DIRM est quant à elle implantée au Havre avec une antenne à Cherbourg spécialisée dans les métiers de la mer.

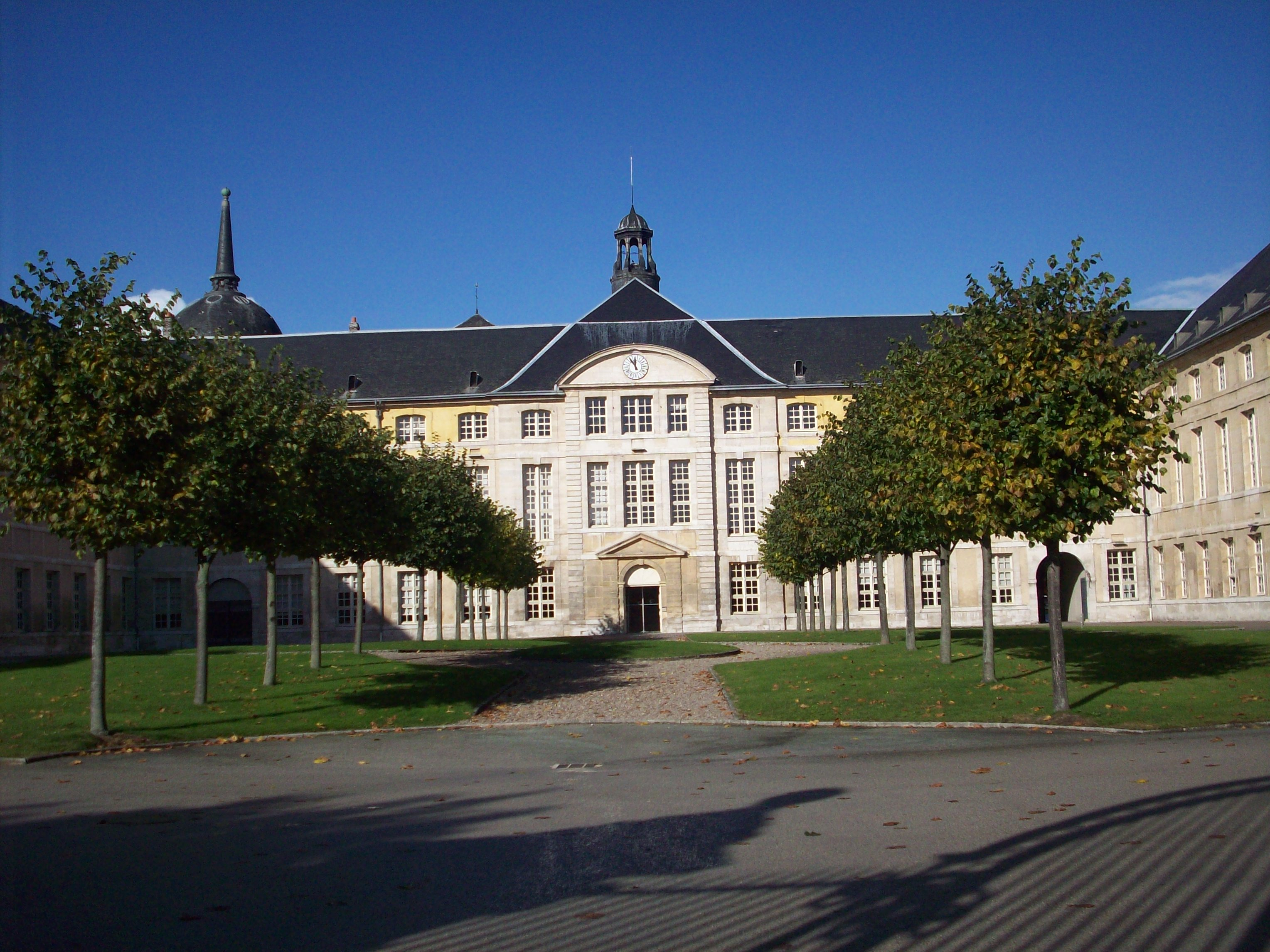
Hôtel de préfecture de la Seine-Maritime, préfecture de la Normandie.
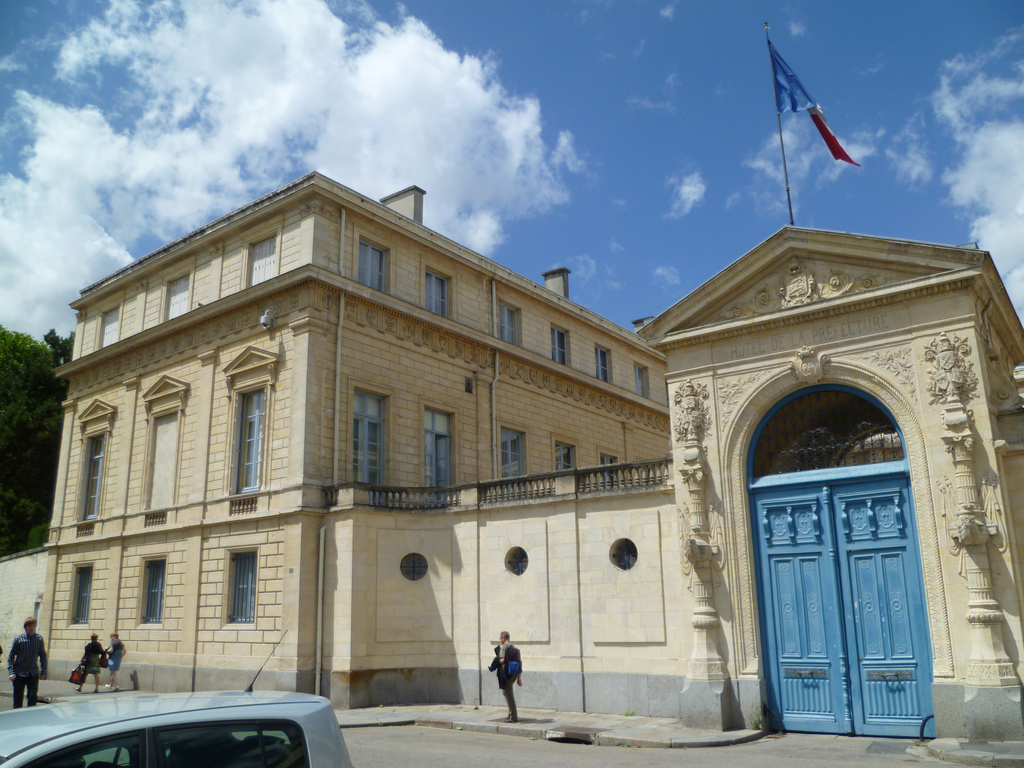
Hôtel de préfecture du Calvados, ancienne préfecture de Basse-Normandie et désormais uniquement préfecture du département du Calvados.

#### Hôtel de région, directions du conseil régional et réunions
L'hôtel de région de la Normandie a définitivement été établi à Caen le 26 mai 2016. Caen accueille le siège de la collectivité régionale (avec les services centraux et la présidence), la commission permanente ainsi que la plupart des directions de la Région (développement économique avec l'agence régionale éponyme, apprentissage, enseignement supérieur, recherche, innovation, culture…). Le site de Rouen conserve toutefois quelques directions (transports, aménagement du territoire et en majeure partie les lycées) du conseil régional et les effectifs s'y rattachant. Le Havre accueille l'agence de l'attractivité de la Normandie.
Pour ce qui est des assemblées plénières annuelles, Rouen en accueille deux tandis que le Havre en accueille une. Caen accueille le solde soit la plupart du temps deux assemblées plénières sauf convocation d'assemblées supplémentaires (il y en a en général au moins cinq plénières par an). Les séances du CESER se tiennent quelques jours auparavant au même endroit que les séances plénières du conseil régional. Les réunions de la commission permanente se déroulent toutes à Caen.

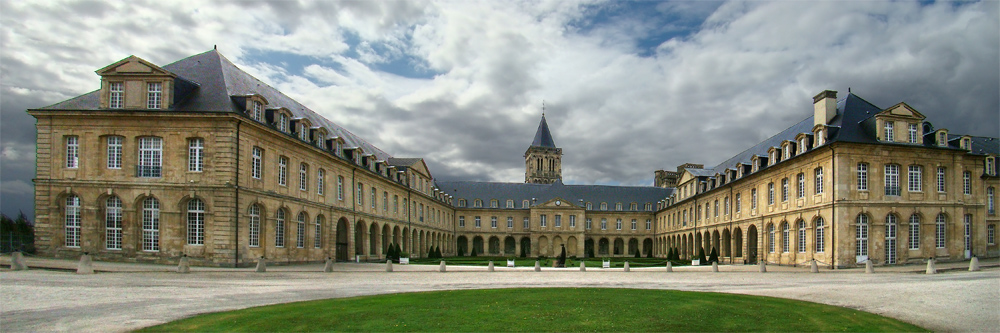
Les bâtiments conventuels de l'abbaye aux Dames, ancien siège du conseil régional de Basse-Normandie et hôtel de région de la Normandie.
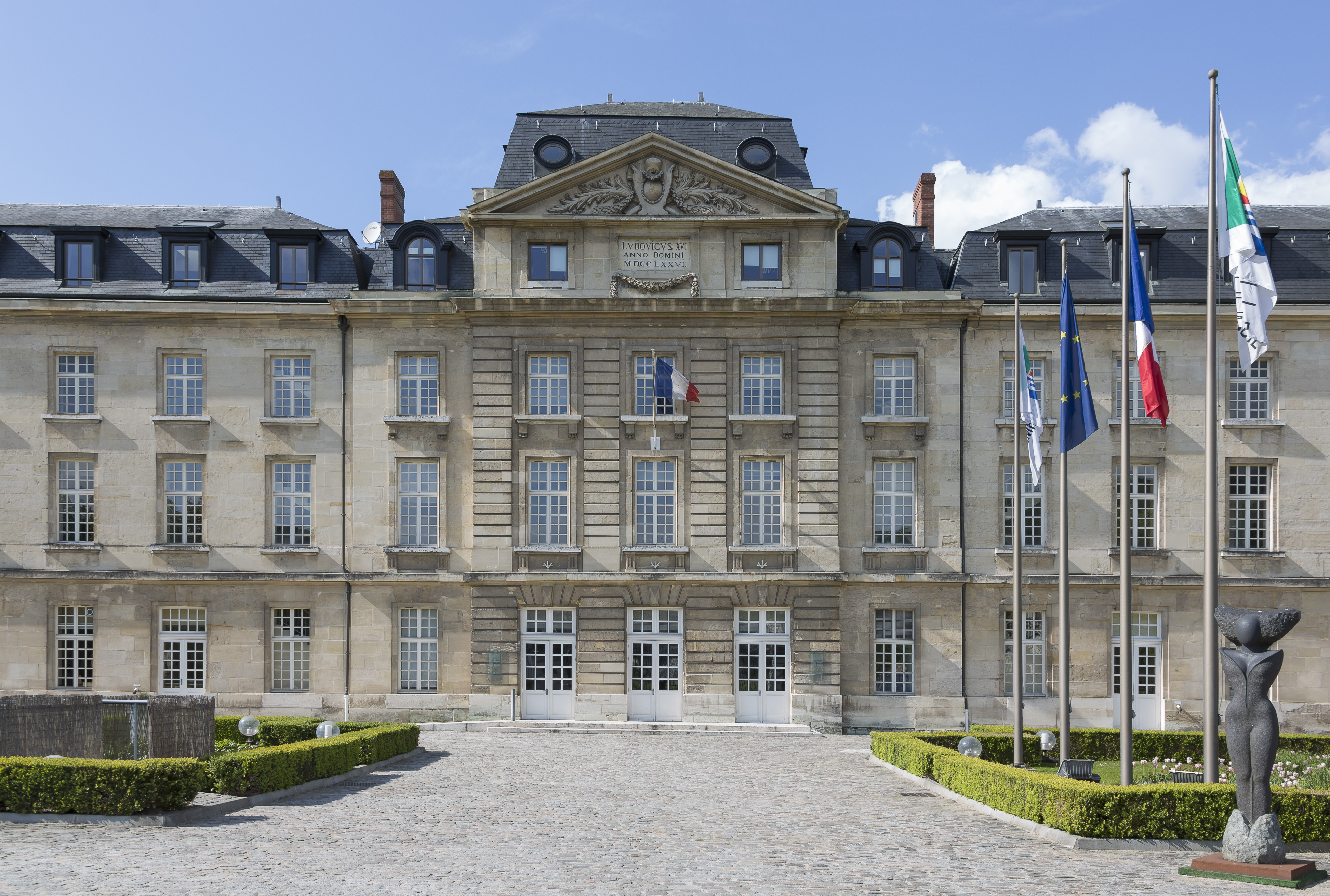
Façade principale de la caserne Jeanne d'Arc de Rouen, ancien siège du conseil régional de Haute-Normandie, antenne du conseil régional de Normandie.

#### Liste des présidents du conseil régional de Normandie
| Présidents successifs du conseil régional | Présidents successifs du conseil régional | Présidents successifs du conseil régional | Présidents successifs du conseil régional | Présidents successifs du conseil régional   | Présidents successifs du conseil régional |
| Année                                     | Année                                     | Maire                                     | Parti                                     | Autres mandats                              | Notes                                     |
| ----------------------------------------- | ----------------------------------------- | ----------------------------------------- | ----------------------------------------- | ------------------------------------------- | ----------------------------------------- |
|                                           | 2016-                                     | Hervé Morin                               | UDI puis LC                               | Président des Régions de France (2017-2019) | Réélu en 2021                             |

### Tendances politiques
La région est traditionnellement modérée, à l'exception du département de la Seine-Maritime, moins rural et plus industriel, beaucoup plus ancré à gauche (avec une forte présence communiste dans certains secteurs). C'est d'ailleurs le seul département de la région à avoir voté majoritairement pour la gauche lors de l'élection régionale de 2015.
On peut voir d'ailleurs une différence entre ancienne Basse-Normandie et ancienne Haute-Normandie qui serait restée à gauche sans la réforme territoriale.
Les élections législatives de 2022 ont été l'occasion de révéler les importantes disparités politiques existantes au sein de la région.
Les départements du Calvados et de la Manche envoient majoritairement des députés de Renaissance, ancrant au centre-droit son positionnement politique.
L'Orne reste assez conservatrice en envoyant une majorité de députés issus des rangs de Les Républicains.
L'Eure porte à la députation presque exclusivement des députés du Rassemblement national, à l'exception d'un député NUPES.
La Seine-Maritime, quant à elle, se distingue encore par un ancrage beaucoup plus à gauche, envoyant notamment cinq députés issus de la NUPES, dont trois du Parti communiste français, faisant ainsi de la Seine-Maritime le département le plus représenté au sein du groupe de la Gauche démocrate et républicaine. Un recours auprès du Conseil Constitutionnel a en revanche acté la victoire d'un député Renaissance face à son adversaire de la NUPES avec 66 voix d'avance pour 33 423 votants (1re circonscription de la Seine-Maritime).
| Élection / collectivités                   | Gauche radicale | Gauche | Centre  | Droite | Droite radicale |
| ------------------------------------------ | --------------- | ------ | ------- | ------ | --------------- |
| Élection présidentielle de 2022 (1er tour) | 23,04 %         | 5,81 % | 31,81 % | 4,47 % | 34,88 %         |
| Conseil régional de 2021                   | 4               | 23     | 7       | 47     | 21              |
| Conseils départementaux de 2021            | 0               | 0      | 2       | 3      | 0               |
| Députés                                    | 4               | 5      | 11      | 4      | 4               |
| Sénateurs                                  | 1               | 3      | 0       | 12     | 0               |
| Villes de + 25 000 habitants               | 2               | 5      | 1       | 2      | 0               |

#### Récapitulatif des résultats électoraux récents
| Scrutin             | Département | 1er tour | 1er tour | 1er tour | 1er tour | 1er tour | 1er tour | 1er tour | 1er tour | 1er tour | 1er tour | 1er tour | 1er tour | 1er tour | 2d tour     | 2d tour     | 2d tour     | 2d tour     | 2d tour     | 2d tour     | 2d tour     | 2d tour     | 2d tour     | 2d tour     | 2d tour     | 2d tour     | 2d tour     |
| Scrutin             | Département | 1er      | 1er      | %        | 2e       | 2e       | %        | 3e       | 3e       | %        | 4e       | 4e       | %        | Abs      | 1er         | 1er         | %           | 2e          | 2e          | %           | 3e          | 3e          | %           | 4e          | 4e          | %           | Abs         |
| ------------------- | ----------- | -------- | -------- | -------- | -------- | -------- | -------- | -------- | -------- | -------- | -------- | -------- | -------- | -------- | ----------- | ----------- | ----------- | ----------- | ----------- | ----------- | ----------- | ----------- | ----------- | ----------- | ----------- | ----------- | ----------- |
| Présidentielle 2012 | Normandie   |          | PS       | 27,71    |          | UMP      | 27,02    |          | FN       | 18,75    |          | FG       | 11,22    | 17,96    |             | PS          | 51,76       |             | UMP         | 48,24       | Pas de 3e   | Pas de 3e   | Pas de 3e   | Pas de 4e   | Pas de 4e   | Pas de 4e   | 17,83       |
| Présidentielle 2012 | 14          |          | PS       | 29,34    |          | UMP      | 27,34    |          | FN       | 16,22    |          | FG       | 10,56    | 16,82    |             | PS          | 53,12       |             | UMP         | 46,88       | Pas de 3e   | Pas de 3e   | Pas de 3e   | Pas de 4e   | Pas de 4e   | Pas de 4e   | 16,55       |
| Présidentielle 2012 | 27          |          | UMP      | 27,78    |          | PS       | 24,65    |          | FN       | 22,75    |          | FG       | 10,34    | 18,49    |             | UMP         | 52,45       |             | PS          | 47,55       | Pas de 3e   | Pas de 3e   | Pas de 3e   | Pas de 4e   | Pas de 4e   | Pas de 4e   | 18,56       |
| Présidentielle 2012 | 50          |          | UMP      | 28,82    |          | PS       | 27,04    |          | FN       | 16,64    |          | MODEM    | 11,20    | 16,94    |             | UMP         | 50,10       |             | PS          | 49,90       | Pas de 3e   | Pas de 3e   | Pas de 3e   | Pas de 4e   | Pas de 4e   | Pas de 4e   | 16,73       |
| Présidentielle 2012 | 61          |          | UMP      | 29,64    |          | PS       | 24,26    |          | FN       | 20,00    |          | MODEM    | 10,55    | 16,65    |             | UMP         | 52,89       |             | PS          | 47,11       | Pas de 3e   | Pas de 3e   | Pas de 3e   | Pas de 4e   | Pas de 4e   | Pas de 4e   | 16,97       |
| Présidentielle 2012 | 76          |          | PS       | 29,40    |          | UMP      | 25,02    |          | FN       | 18,90    |          | FG       | 13,20    | 19,09    |             | PS          | 54,94       |             | UMP         | 45,06       | Pas de 3e   | Pas de 3e   | Pas de 3e   | Pas de 4e   | Pas de 4e   | Pas de 4e   | 18,89       |
| Européennes 2014    | Normandie   |          | FN       | 29,21    |          | UMP      | 20,97    |          | PS       | 12,75    |          | MODEM    | 9,29     | 55,56    | Tour unique | Tour unique | Tour unique | Tour unique | Tour unique | Tour unique | Tour unique | Tour unique | Tour unique | Tour unique | Tour unique | Tour unique | Tour unique |
| Européennes 2014    | 14          |          | FN       | 25,99    |          | UMP      | 20,51    |          | PS       | 13,51    |          | MODEM    | 10,80    | 54,05    | Tour unique | Tour unique | Tour unique | Tour unique | Tour unique | Tour unique | Tour unique | Tour unique | Tour unique | Tour unique | Tour unique | Tour unique | Tour unique |
| Européennes 2014    | 27          |          | FN       | 34,77    |          | UMP      | 20,56    |          | PS       | 10,71    |          | MODEM    | 8,39     | 55,16    | Tour unique | Tour unique | Tour unique | Tour unique | Tour unique | Tour unique | Tour unique | Tour unique | Tour unique | Tour unique | Tour unique | Tour unique | Tour unique |
| Européennes 2014    | 50          |          | FN       | 26,01    |          | UMP      | 23,43    |          | PS       | 13,96    |          | MODEM    | 10,54    | 55,52    | Tour unique | Tour unique | Tour unique | Tour unique | Tour unique | Tour unique | Tour unique | Tour unique | Tour unique | Tour unique | Tour unique | Tour unique | Tour unique |
| Européennes 2014    | 61          |          | FN       | 30,33    |          | UMP      | 23,22    |          | PS       | 11,91    |          | MODEM    | 9,90     | 52,55    | Tour unique | Tour unique | Tour unique | Tour unique | Tour unique | Tour unique | Tour unique | Tour unique | Tour unique | Tour unique | Tour unique | Tour unique | Tour unique |
| Européennes 2014    | 76          |          | FN       | 29,45    |          | UMP      | 19,77    |          | PS       | 13,01    |          | MODEM    | 8,44     | 57,33    | Tour unique | Tour unique | Tour unique | Tour unique | Tour unique | Tour unique | Tour unique | Tour unique | Tour unique | Tour unique | Tour unique | Tour unique | Tour unique |
| Régionales 2015     | Normandie   |          | UDI      | 27,91    |          | FN       | 27,71    |          | PS       | 23,52    |          | FG       | 7,04     | 50,05    |             | UDI         | 36,42       |             | PS          | 36,08       |             | FN          | 27,50       | Pas de 4e   | Pas de 4e   | Pas de 4e   | 40,92       |
| Régionales 2015     | 14          |          | UDI      | 30,85    |          | PS       | 23,94    |          | FN       | 23,92    |          | EELV     | 7,39     | 49,26    |             | UDI         | 39,46       |             | PS          | 36,71       |             | FN          | 23,83       | Pas de 4e   | Pas de 4e   | Pas de 4e   | 39,68       |
| Régionales 2015     | 27          |          | FN       | 33,58    |          | UDI      | 28,37    |          | PS       | 20,28    |          | FG       | 5,65     | 49,67    |             | UDI         | 36,31       |             | FN          | 33,33       |             | PS          | 30,36       | Pas de 4e   | Pas de 4e   | Pas de 4e   | 40,97       |
| Régionales 2015     | 50          |          | UDI      | 30,23    |          | PS       | 24,56    |          | FN       | 24,54    |          | EELV     | 6,93     | 50,98    |             | UDI         | 39,48       |             | PS          | 36,33       |             | FN          | 24,19       | Pas de 4e   | Pas de 4e   | Pas de 4e   | 41,35       |
| Régionales 2015     | 61          |          | FN       | 29,04    |          | UDI      | 28,34    |          | PS       | 23,05    |          | EELV     | 7,24     | 48,35    |             | UDI         | 37,21       |             | PS          | 33,23       |             | FN          | 29,56       | Pas de 4e   | Pas de 4e   | Pas de 4e   | 39,23       |
| Régionales 2015     | 76          |          | FN       | 28,00    |          | UDI      | 24,91    |          | PS       | 24,54    |          | FG       | 10,19    | 50,67    |             | PS          | 39,10       |             | UDI         | 33,22       |             | FN          | 27,68       | Pas de 4e   | Pas de 4e   | Pas de 4e   | 41,81       |
| Présidentielle 2017 | Normandie   |          | FN       | 23,93    |          | EM       | 22,36    |          | LR       | 19,57    |          | LFI      | 19,16    | 19,11    |             | EM          | 61,96       |             | FN          | 38,04       | Pas de 3e   | Pas de 3e   | Pas de 3e   | Pas de 4e   | Pas de 4e   | Pas de 4e   | 22,81       |
| Présidentielle 2017 | 14          |          | EM       | 24,83    |          | LR       | 20,50    |          | FN       | 20,36    |          | LFI      | 18,83    | 18,02    |             | EM          | 67,11       |             | FN          | 32,89       | Pas de 3e   | Pas de 3e   | Pas de 3e   | Pas de 4e   | Pas de 4e   | Pas de 4e   | 21,89       |
| Présidentielle 2017 | 27          |          | FN       | 29,31    |          | EM       | 19,89    |          | LR       | 18,84    |          | LFI      | 17,47    | 19,23    |             | EM          | 54,35       |             | FN          | 45,65       | Pas de 3e   | Pas de 3e   | Pas de 3e   | Pas de 4e   | Pas de 4e   | Pas de 4e   | 22,76       |
| Présidentielle 2017 | 50          |          | EM       | 24,86    |          | LR       | 21,60    |          | FN       | 20,51    |          | LFI      | 16,98    | 18,52    |             | EM          | 67,23       |             | FN          | 32,77       | Pas de 3e   | Pas de 3e   | Pas de 3e   | Pas de 4e   | Pas de 4e   | Pas de 4e   | 21,85       |
| Présidentielle 2017 | 61          |          | LR       | 24,74    |          | FN       | 23,81    |          | EM       | 21,57    |          | LFI      | 14,78    | 18,37    |             | EM          | 61,64       |             | FN          | 38,36       | Pas de 3e   | Pas de 3e   | Pas de 3e   | Pas de 4e   | Pas de 4e   | Pas de 4e   | 21,84       |
| Présidentielle 2017 | 76          |          | FN       | 24,90    |          | LFI      | 22,20    |          | EM       | 21,23    |          | LR       | 17,24    | 20,11    |             | EM          | 60,42       |             | FN          | 39,58       | Pas de 3e   | Pas de 3e   | Pas de 3e   | Pas de 4e   | Pas de 4e   | Pas de 4e   | 24,00       |
| Européennes 2019    | Normandie   |          | RN       | 26,61    |          | LREM     | 20,94    |          | EELV     | 11,34    |          | UDC      | 7,87     | 46,31    | Tour unique | Tour unique | Tour unique | Tour unique | Tour unique | Tour unique | Tour unique | Tour unique | Tour unique | Tour unique | Tour unique | Tour unique | Tour unique |
| Européennes 2019    | 14          |          | RN       | 23,02    |          | LREM     | 22,61    |          | EELV     | 13,01    |          | UDC      | 8,20     | 44,95    | Tour unique | Tour unique | Tour unique | Tour unique | Tour unique | Tour unique | Tour unique | Tour unique | Tour unique | Tour unique | Tour unique | Tour unique | Tour unique |
| Européennes 2019    | 27          |          | RN       | 31,64    |          | LREM     | 19,00    |          | EELV     | 10,34    |          | UDC      | 7,58     | 46,59    | Tour unique | Tour unique | Tour unique | Tour unique | Tour unique | Tour unique | Tour unique | Tour unique | Tour unique | Tour unique | Tour unique | Tour unique | Tour unique |
| Européennes 2019    | 50          |          | LREM     | 23,61    |          | RN       | 23,30    |          | EELV     | 11,64    |          | UDC      | 8,76     | 47,47    | Tour unique | Tour unique | Tour unique | Tour unique | Tour unique | Tour unique | Tour unique | Tour unique | Tour unique | Tour unique | Tour unique | Tour unique | Tour unique |
| Européennes 2019    | 61          |          | RN       | 26,83    |          | LREM     | 21,19    |          | UDC      | 10,51    |          | EELV     | 10,43    | 45,25    | Tour unique | Tour unique | Tour unique | Tour unique | Tour unique | Tour unique | Tour unique | Tour unique | Tour unique | Tour unique | Tour unique | Tour unique | Tour unique |
| Européennes 2019    | 76          |          | RN       | 27,61    |          | LREM     | 19,72    |          | EELV     | 10,92    |          | LFI      | 7,35     | 46,70    | Tour unique | Tour unique | Tour unique | Tour unique | Tour unique | Tour unique | Tour unique | Tour unique | Tour unique | Tour unique | Tour unique | Tour unique | Tour unique |
| Régionales 2021     | Normandie   |          | UCD      | 36,86    |          | RN       | 19,86    |          | UGE      | 18,37    |          | UC       | 11,07    | 67,01    |             | UCD         | 44,26       |             | UGE         | 26,18       |             | RN          | 19,52       |             | UC          | 10,04       | 67,09       |
| Régionales 2021     | 14          |          | UCD      | 42,13    |          | UGE      | 20,94    |          | RN       | 17,11    |          | UC       | 9,86     | 65,75    |             | UCD         | 48,39       |             | UGE         | 27,74       |             | RN          | 15,63       |             | UC          | 8,24        | 65,42       |
| Régionales 2021     | 27          |          | UCD      | 37,88    |          | RN       | 24,83    |          | UGE      | 15,50    |          | UC       | 10,63    | 67,10    |             | UCD         | 44,08       |             | RN          | 24,50       |             | UGE         | 21,57       |             | UC          | 9,86        | 67,21       |
| Régionales 2021     | 50          |          | UCD      | 41,72    |          | UGE      | 20,02    |          | RN       | 17,84    |          | UC       | 10,93    | 67,47    |             | UCD         | 48,71       |             | UGE         | 25,73       |             | RN          | 16,47       |             | UC          | 9,09        | 67,45       |
| Régionales 2021     | 61          |          | UCD      | 44,05    |          | UGE      | 18,58    |          | RN       | 18,55    |          | UC       | 9,40     | 65,61    |             | UCD         | 49,54       |             | UGE         | 23,99       |             | RN          | 18,14       |             | UC          | 8,33        | 66,49       |
| Régionales 2021     | 76          |          | UCD      | 29,22    |          | RN       | 20,27    |          | UGE      | 17,45    |          | PCF-FI   | 16,16    | 67,82    |             | UCD         | 38,46       |             | UGE         | 28,27       |             | RN          | 21,15       |             | UC          | 12,11       | 67,96       |
| Présidentielle 2022 | Normandie   |          | LREM     | 29,26    |          | RN       | 27,14    |          | LFI      | 18,82    |          | REC      | 5,58     | 24,48    |             | LREM        | 55,84       |             | RN          | 44,16       | Pas de 3e   | Pas de 3e   | Pas de 3e   | Pas de 4e   | Pas de 4e   | Pas de 4e   | 24,18       |
| Présidentielle 2022 | 14          |          | LREM     | 31,16    |          | RN       | 26,76    |          | LFI      | 19,15    |          | REC      | 5,76     | 23,00    |             | LREM        | 60,29       |             | RN          | 39,71       | Pas de 3e   | Pas de 3e   | Pas de 3e   | Pas de 4e   | Pas de 4e   | Pas de 4e   | 22,71       |
| Présidentielle 2022 | 27          |          | RN       | 32,29    |          | LREM     | 26,05    |          | LFI      | 17,43    |          | REC      | 6,56     | 24,63    |             | RN          | 51,38       |             | LREM        | 48,62       | Pas de 3e   | Pas de 3e   | Pas de 3e   | Pas de 4e   | Pas de 4e   | Pas de 4e   | 24,25       |
| Présidentielle 2022 | 50          |          | LREM     | 32,57    |          | RN       | 24,53    |          | LFI      | 16,50    |          | LR       | 5,18     | 24,30    |             | LREM        | 59,61       |             | RN          | 40,39       | Pas de 3e   | Pas de 3e   | Pas de 3e   | Pas de 4e   | Pas de 4e   | Pas de 4e   | 23,67       |
| Présidentielle 2022 | 61          |          | LREM     | 30,48    |          | RN       | 27,69    |          | LFI      | 15,23    |          | REC      | 5,90     | 24,78    |             | LREM        | 55,12       |             | RN          | 44,88       | Pas de 3e   | Pas de 3e   | Pas de 3e   | Pas de 4e   | Pas de 4e   | Pas de 4e   | 23,72       |
| Présidentielle 2022 | 76          |          | LREM     | 27,95    |          | RN       | 27,65    |          | LFI      | 21,17    |          | REC      | 5,19     | 25,27    |             | LREM        | 55,28       |             | RN          | 44,72       | Pas de 3e   | Pas de 3e   | Pas de 3e   | Pas de 4e   | Pas de 4e   | Pas de 4e   | 25,32       |

### Circonscriptions législatives
La Normandie compte au total 28 circonscriptions (soit une moyenne de 118 669 hab. par circonscription) :
| Calvados | Eure | Manche | Orne | Seine-Maritime |
| --- | --- | --- | --- | --- |
| - 1re circonscription - Caen-Ouest - 2e circonscription - Caen-Est - 3e circonscription - Lisieux-Falaise - 4e circonscription - Trouville-sur-Mer-Deauville - 5e circonscription - Bayeux-Ouistreham - 6e circonscription - Vire | - 1re circonscription - Évreux-Sud - 2e circonscription - Évreux-Nord - 3e circonscription - Bernay - 4e circonscription - Louviers - 5e circonscription - Gisors - Vernon | - 1re circonscription - Saint-Lô - 2e circonscription - Avranches - 3e circonscription - Coutances-Valognes - 4e circonscription - Cherbourg-Octeville | - 1re circonscription - Alençon-La Ferté-Macé-Domfront - 2e circonscription - Mortagne-au-Perche-L'Aigle - 3e circonscription - Argentan-Flers | - 1re circonscription - Rouen-Nord - 2e circonscription - Bois-Guillaume - Gournay-en-Bray - 3e circonscription - Rouen-Sud - 4e circonscription - Elbeuf - 5e circonscription - Lillebonne - 6e circonscription - Dieppe - Neufchâtel-en-Bray - 7e circonscription - Le Havre-Nord - 8e circonscription - Le Havre-Sud - 9e circonscription - Fécamp - 10e circonscription - Yvetot |

| Circonscription | Députés par département | Députés par département | Députés par département | Députés par département | Députés par département | Députés par département | Députés par département | Députés par département | Députés par département | Députés par département |
| Circonscription | Calvados                | Calvados                | Eure                    | Eure                    | Manche                  | Manche                  | Orne                    | Orne                    | Seine-Maritime          | Seine-Maritime          |
| --------------- | ----------------------- | ----------------------- | ----------------------- | ----------------------- | ----------------------- | ----------------------- | ----------------------- | ----------------------- | ----------------------- | ----------------------- |
| Première        |                         | Fabrice Le Vigoureux    |                         | Christine Loir          |                         | Philippe Gosselin       |                         | Chantal Jourdan         |                         | Damien Adam             |
| Deuxième        |                         | Arthur Delaporte        |                         | Katiana Levavasseur     |                         | Bertrand Sorre          |                         | Véronique Louwagie      |                         | Annie Vidal             |
| Troisième       |                         | Jérémie Patrier-Leitus  |                         | Kévin Mauvieux          |                         | Stéphane Travert        |                         | Jérôme Nury             |                         | Hubert Wulfranc         |
| Quatrième       |                         | Christophe Blanchet     |                         | Philippe Brun           |                         | Anna Pic                |                         |                         |                         | Alma Dufour             |
| Cinquième       |                         | Bertrand Bouyx          |                         | Timothée Houssin        |                         |                         |                         |                         |                         | Christophe Bouillon     |
| Sixième         |                         | Alain Tourret           |                         |                         |                         |                         |                         |                         |                         | Sébastien Jumel         |
| Septième        |                         |                         |                         |                         |                         |                         |                         |                         |                         | Agnès Firmin-Le Bodo    |
| Huitième        |                         |                         |                         |                         |                         |                         |                         |                         |                         | Jean-Paul Lecoq         |
| Neuvième        |                         |                         |                         |                         |                         |                         |                         |                         |                         | Stéphanie Kerbarh       |
| Dixième         |                         |                         |                         |                         |                         |                         |                         |                         |                         | Xavier Batut            |

### Conseil régional

Logotype (inspiré du drapeau normand)
Logo provisoire (de décembre 2015 à mars 2016).
Depuis mars 2016.

### Départements

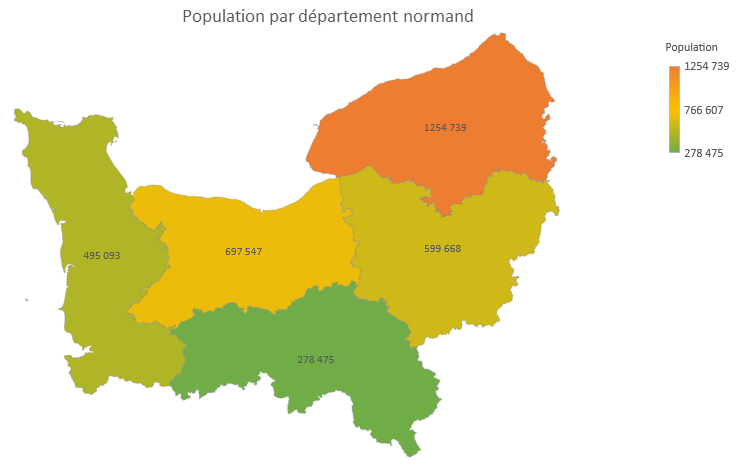
Population par département normand (2020)

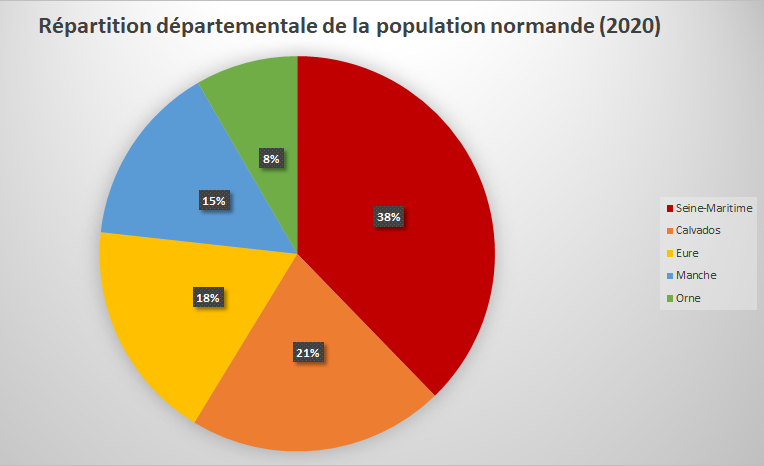
Répartition départementale de la population normande (2020)

| Code | Département    | Préfecture | Préfet                | Population(2022) | Superficie(km2) | Densité(hab./km2) | Président du conseil départemental | Tendance politique |
| ---- | -------------- | ---------- | --------------------- | ---------------- | --------------- | ----------------- | ---------------------------------- | ------------------ |
| 14   | Calvados       | Caen       | Stéphane Bredin       | 704 605          | 5548            | 127               | Jean-Léonce Dupont                 | UDI                |
| 27   | Eure           | Évreux     | Simon Babre           | 601 305          | 6040            | 99.6              | Alexandre Rassaërt                 | DVD                |
| 50   | Manche         | Saint-Lô   | Xavier Brunetière     | 496 815          | 5938            | 83.7              | Jean Morin                         | DVD                |
| 61   | Orne           | Alençon    | Sébastien Jallet      | 276 144          | 6103            | 45.2              | Christophe de Ballore              | LR                 |
| 76   | Seine-Maritime | Rouen      | Jean-Benoît Albertini | 1 260 205        | 6278            | 200.7             | Bertrand Bellanger                 | RE                 |

### Arrondissements

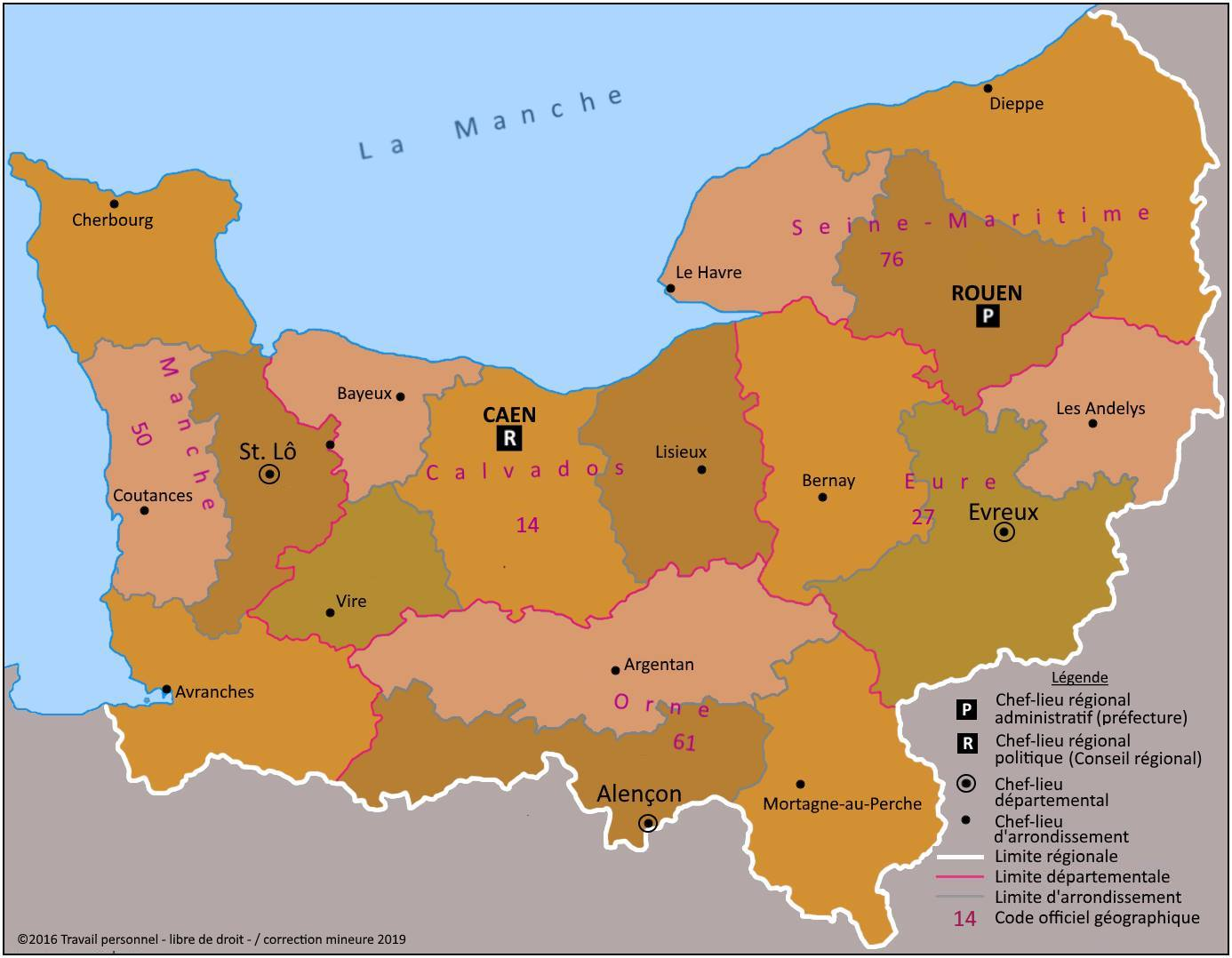
Carte des départements de la Normandie (arrondissements de 2015).

La Normandie comporte dix-sept arrondissements.
| Calvados                                                                                                 | Eure                                                                              | Manche |
| --- | --------------------------------------------------------------------------------- | --- |
| - Arrondissement de Bayeux - Arrondissement de Caen - Arrondissement de Lisieux - Arrondissement de Vire | - Arrondissement des Andelys - Arrondissement de Bernay - Arrondissement d'Évreux | - Arrondissement d'Avranches - Arrondissement de Cherbourg - Arrondissement de Coutances - Arrondissement de Saint-Lô |

| Orne                                                                                          | Seine-Maritime                                                                 |
| --------------------------------------------------------------------------------------------- | ------------------------------------------------------------------------------ |
| - Arrondissement d'Alençon - Arrondissement d'Argentan - Arrondissement de Mortagne-au-Perche | - Arrondissement de Dieppe - Arrondissement du Havre - Arrondissement de Rouen |

### Cantons
La Normandie comprend 131 cantons :
- Calvados : 25
- Eure : 23
- Manche : 27
- Orne : 21
- Seine-Maritime : 35

### Intercommunalités
La Normandie dispose au 18 octobre 2019 de :
- 72 établissements publics de coopération intercommunale (EPCI) à fiscalité propre (dont quatre débordant dans d'autres régions, plus deux autres ayant leur siège dans une autre région), dont :
  - 1 métropole (Métropole Rouen Normandie)
  - 3 communautés urbaines (CU) (Le Havre Seine Métropole, Caen la Mer, et Alençon débordant dans la Sarthe dans les Pays de la Loire)
  - 11 communautés d'agglomération (CA) (plus une interrégionale ayant son siège en Eure-et-Loir)
  - 57 communautés de communes (CC) (dont trois interrégionales ayant leur siège en Normandie, plus une ayant son siège dans la Sarthe dans les Pays de la Loire)
- 28 pays
- 8 pôles d'équilibre territorial et rural (PETR)
- 3 pôles métropolitains (POLEM)
- 289 syndicats intercommunaux à vocation unique (SIVU)
- 220 syndicats intercommunaux à vocation multiple (SIVOM)
- 133 syndicats mixtes fermés (SMF)
- 35 syndicats mixtes ouverts (SMO)

### Communes
| \| Le Havre Rouen Caen Cherbourg-en-Cotentin Évreux Dieppe \| Carte des agglomérations les plus peuplées de Normandie. |
| Le Havre Rouen Caen Cherbourg-en-Cotentin Évreux Dieppe                                                                |

Il y a 2 651 communes au 1er janvier 2024 en Normandie :
- Calvados : 528
- Eure : 585
- Manche : 445
- Orne : 385
- Seine-Maritime : 708

| Nom                      | Code Insee | Département    | Superficie (km2) | Population (dernière pop. légale) | Densité (hab./km2) | Modifier                                    |
| ------------------------ | ---------- | -------------- | ---------------- | --------------------------------- | ------------------ | ------------------------------------------- |
| Le Havre                 | 76351      | Seine-Maritime | 46,95            | 166 462 (2022)                    | 3 546              | modifier les données · modifier les données |
| Rouen                    | 76540      | Seine-Maritime | 21,38            | 116 331 (2022)                    | 5 441              | modifier les données · modifier les données |
| Caen                     | 14118      | Calvados       | 25,70            | 108 398 (2022)                    | 4 218              | modifier les données · modifier les données |
| Cherbourg-en-Cotentin    | 50129      | Manche         | 68,54            | 78 028 (2022)                     | 1 138              | modifier les données · modifier les données |
| Évreux                   | 27229      | Eure           | 26,46            | 48 335 (2022)                     | 1 827              | modifier les données · modifier les données |
| Sotteville-lès-Rouen     | 76681      | Seine-Maritime | 7,44             | 29 039 (2022)                     | 3 903              | modifier les données · modifier les données |
| Saint-Étienne-du-Rouvray | 76575      | Seine-Maritime | 18,25            | 28 653 (2022)                     | 1 570              | modifier les données · modifier les données |
| Dieppe                   | 76217      | Seine-Maritime | 11,67            | 28 599 (2022)                     | 2 451              | modifier les données · modifier les données |
| Le Grand-Quevilly        | 76322      | Seine-Maritime | 11,11            | 25 954 (2022)                     | 2 336              | modifier les données · modifier les données |
| Alençon                  | 61001      | Orne           | 10,68            | 25 667 (2022)                     | 2 403              | modifier les données · modifier les données |
| Vernon                   | 27681      | Eure           | 34,92            | 24 841 (2022)                     | 711                | modifier les données · modifier les données |
| Hérouville-Saint-Clair   | 14327      | Calvados       | 10,64            | 22 473 (2022)                     | 2 112              | modifier les données · modifier les données |
| Le Petit-Quevilly        | 76498      | Seine-Maritime | 4,35             | 21 935 (2022)                     | 5 043              | modifier les données · modifier les données |
| Mont-Saint-Aignan        | 76451      | Seine-Maritime | 7,94             | 20 188 (2022)                     | 2 543              | modifier les données · modifier les données |
| Lisieux                  | 14366      | Calvados       | 13,07            | 19 540 (2022)                     | 1 495              | modifier les données · modifier les données |
| Saint-Lô                 | 50502      | Manche         | 23,19            | 19 352 (2022)                     | 834                | modifier les données · modifier les données |
| Louviers                 | 27375      | Eure           | 27,06            | 18 347 (2022)                     | 678                | modifier les données · modifier les données |
| Fécamp                   | 76259      | Seine-Maritime | 15,07            | 17 961 (2022)                     | 1 192              | modifier les données · modifier les données |
| Vire Normandie           | 14762      | Calvados       | 138,52           | 17 411 (2022)                     | 126                | modifier les données · modifier les données |
| Elbeuf                   | 76231      | Seine-Maritime | 16,32            | 15 774 (2022)                     | 967                | modifier les données · modifier les données |
| Montivilliers            | 76447      | Seine-Maritime | 19,09            | 15 671 (2022)                     | 821                | modifier les données · modifier les données |

### Unités urbaines
Il existe 141 unités urbaines en Normandie selon l'INSEE.

### Aires urbaines
Il y a 67 aires urbaines en Normandie dont 19 grands pôles.

## Économie
La Normandie a un produit intérieur brut de 90,5 milliards d’euros en 2013, ce qui en fait la neuvième région économique nationale sur treize avec 4,4 % du PIB national. Elle regroupe l'économie de l'ex-région Basse-Normandie et celle de l'ex région Haute-Normandie.
Le PIB par habitant y est de 27 180 euros en 2013, cinquième région nationale ; le PIB par emploi est de 70 899 euros en 2013, cinquième région nationale ; la valeur ajoutée brute est de 81,2 milliards d'euros en 2013, ce qui en fait la neuvième région économique nationale.
La Normandie consacre 1,2 milliard d'euros à la R&D; elle compte 7 pôles de compétitivité, 16 filières et 19 domaines d’excellence.
L'économie de la Normandie compte 1,28 million d'emplois, dont 60 % dans les services et 16 % dans l'industrie.
Il s'agit de la deuxième région française en matière d'exportations hors de la nation avec 35 % de son PIB propre consacré à l'export.
Il s'agit de la 6e région française pour le commerce extérieur avec 71,5 milliards d'euros d'échanges.
Le PIB par habitant est établi à 27 180 €, ce qui en fait la cinquième région française.
La Normandie est la première région française pour l'énergie et pour le secteur équestre.
La Normandie est la première région française productrice de fromages au lait de vache et de crème, de lin textile, de pommes à cidre et de produits cidricoles.
La Normandie est le premier pôle mondial pour le flaconnage de luxe : elle couvre 75 % de la production mondiale.
Depuis 2016, la région Normandie a mis en place un guichet unique, au travers de l'Agence de Développement pour la Normandie, afin d'accompagner les projets économiques des entreprises normandes. Il s'agit de faciliter, entre autres, l'accès des entreprises aux aides régionales.
Depuis 2003, la Normandie a créé une marque collective ayant vocation à être le porte-drapeau des produits alimentaires normands. Initialement désignée par le néologisme « Gourmandie », cette marque est connue depuis 2017 sous le vocable « Saveurs de Normandie ». En résumé, cette marque est porteuse de quatre promesses faites aux consommateurs : promesse d'origine (fabriqué en Normandie), promesse de qualité (processus d'élaboration, traçabilité, hygiène, etc.), promesse de goût (validé par un panel qualifié de consommateurs) et promesse d'engagement sociétal des sociétés porteuses de la marque.

### Transports
- < 6
- < 8
- < 10

- Pour la France: calculé par l'ONISR, sur la mortalité de la période 2012-2016 et la population INSEE 2016, Site ONISR'"`UNIQ--ref-00000015-QINU`"'
- Pour l'Andorre, source: estimation  OMS sur l'année 2013'"`UNIQ--ref-00000016-QINU`"'
- Pour les régions de Suisse et de l'UE, hors France, source: EUROSTAT (Victimes dans les accidents de la route par région NUTS 2 '"`UNIQ--nowiki-00000017-QINU`"'tran_r_acci'"`UNIQ--nowiki-00000018-QINU`"') pour les années 2012-2016'"`UNIQ--ref-00000019-QINU`"'.

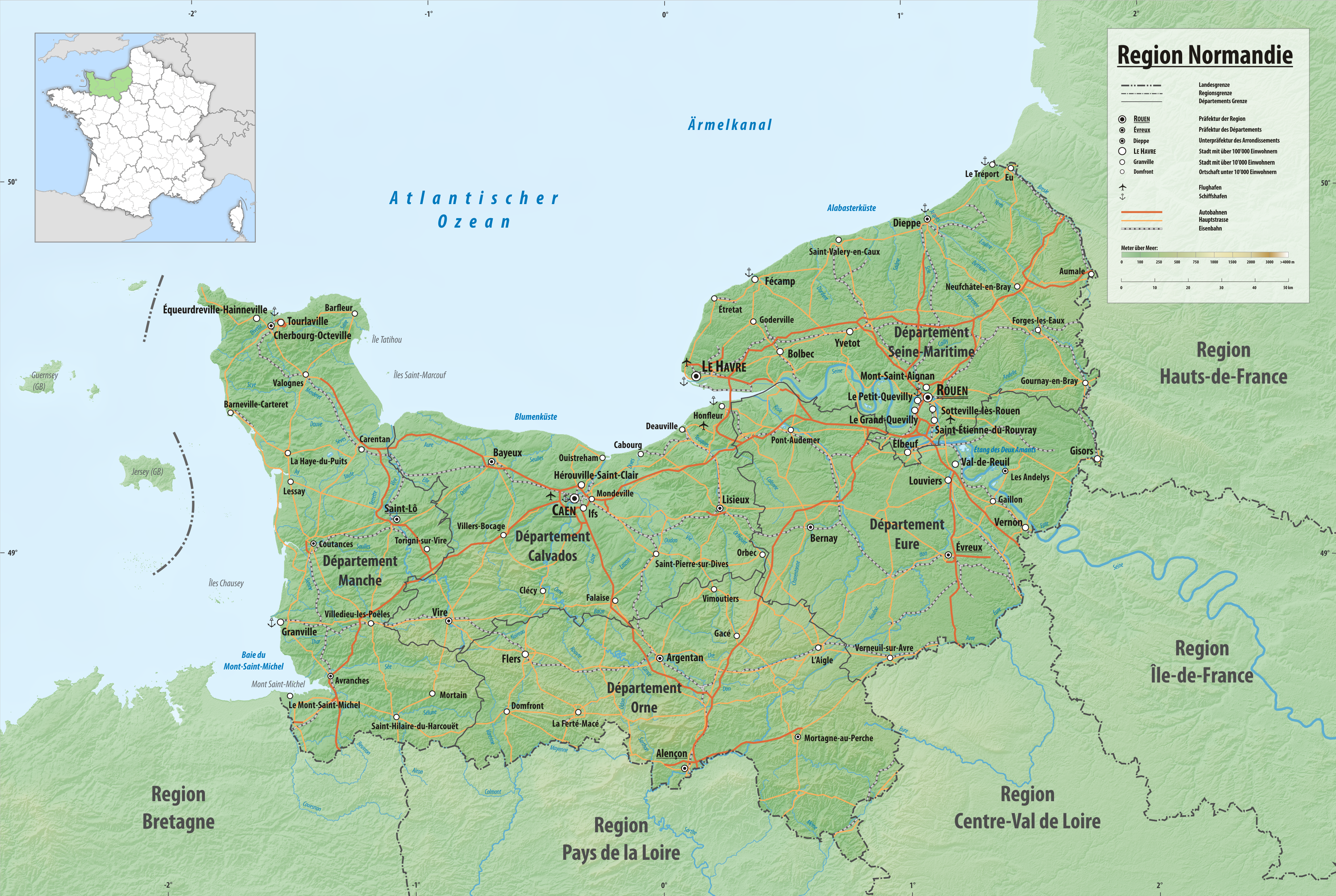
Normandie : géographie et transport.

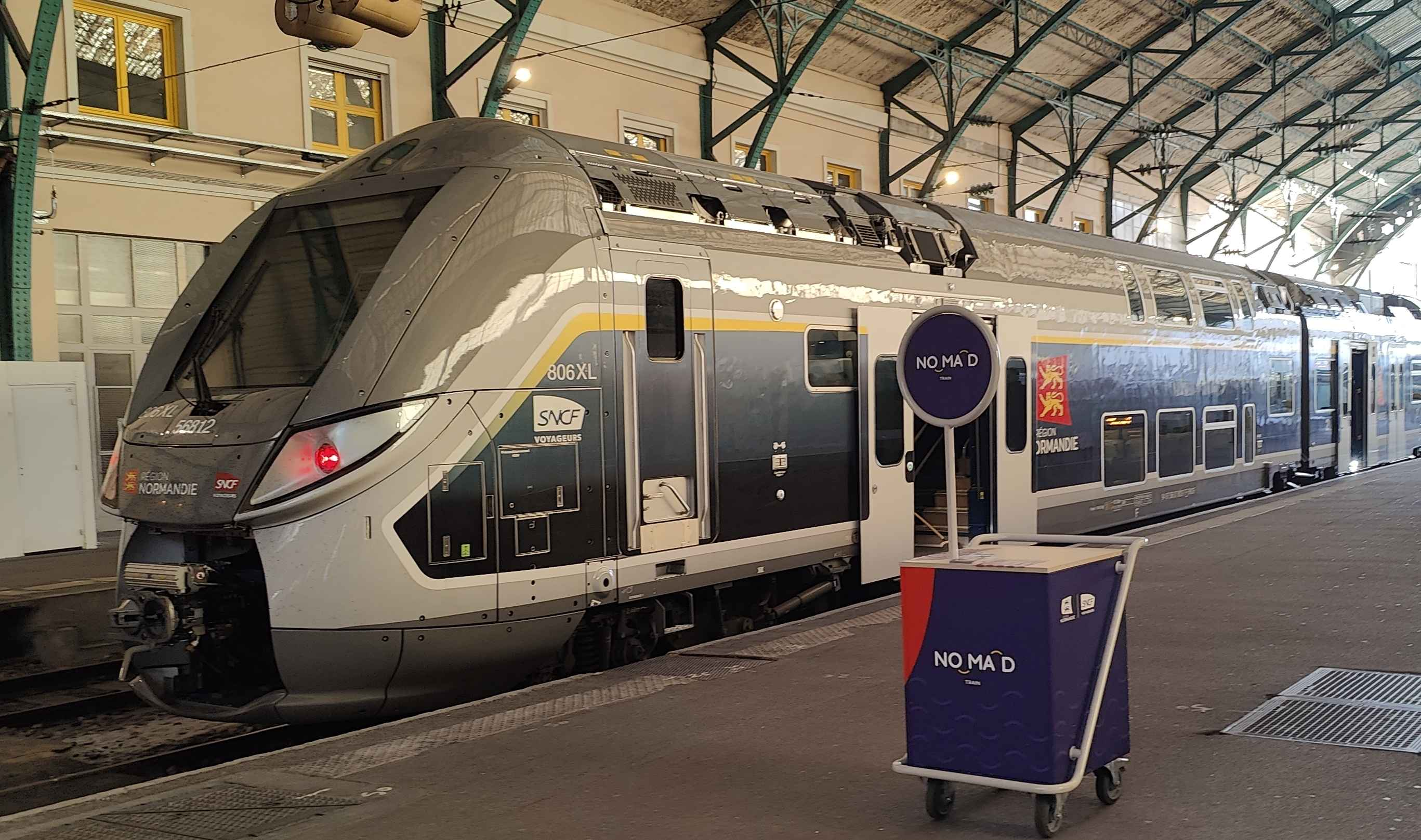
Train Nomad Krono+ en gare du Havre.

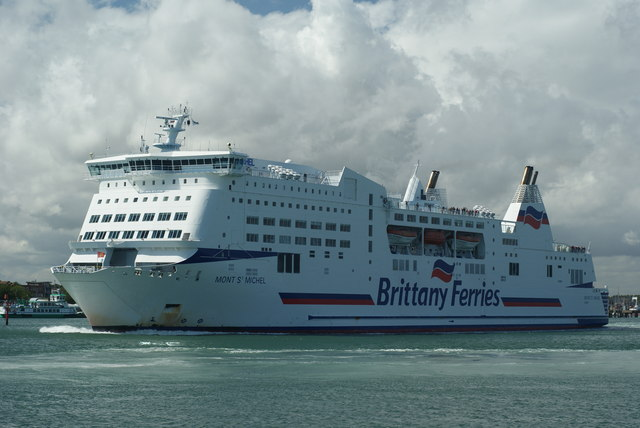
MV Mont-St-Michel exploité par Brittany Ferries entre Caen-Ouistreham et Portsmouth.

La région Normandie est desservie depuis Paris par l'autoroute A13 et par trois lignes de train Nomad. L'autoroute A84 la relie à la Bretagne et les autoroutes A28 et A88 au sud-ouest. Elle est également reliée au nord de la France par les autoroutes A28 et A29.
Elle dispose de deux grands ports maritimes (Le Havre et Rouen) et de trois grands ports de commerce (Caen, Cherbourg et Dieppe). Le port du Havre est le premier port français pour le transport maritime par conteneurs et celui de Rouen le premier port européen pour l'exportation de céréales. Le port de Caen-Ouistreham est quant à lui, le troisième port de la façade Manche en nombre de passagers, après les ports du détroit (Calais et Dunkerque). Le trafic maritime de passagers consiste pour la plus grande part en du trafic transmanche avec le sud de l'Angleterre ou l'Irlande.
La région consacre 264 millions d'euros de son budget aux transports sur l'année 2016, alors que le budget total de la région s'élève à 1,9 milliard d'euros.
Elle dispose depuis 2020 de son propre réseau de transport en commun. Le réseau Nomad (train et car).
La région a choisi du matériel de Bombardier Transport pour ses trains régionaux. Certains des sous-traitants sont normands comme Ressorts Masselin (Le Petit-Quevilly, ressorts), Deutsch (Évreux, connecteurs électriques), Eiffel industries (Sandouville, usinage), Seim (Dieppe, peinture poudre), Hypertac (Saint-Aubin-lès-Elbeuf, connectique), ou encore Compin (Évreux) pour la conception et la fabrication des sièges.
Les trains reliant ses grandes agglomérations à Paris-Saint-Lazare sont 15 centimètres plus larges que les anciens trains Corail. Ainsi, selon la SNCF cela a conduit à « vérifier régulièrement que des travaux ou des circulations ne modifient pas la position de la voie » et a altéré certaines configurations de circulation sur l’aiguillage de Saint-Lazare.
Le réseau de chemin de fer est notamment pourvue de 4 grandes liaisons avec Paris :
- Le Havre-Rouen-Paris
- Cherbourg-Caen-Paris
- Granville-Argentant -Paris (Montparnasse)
- Deauville/Trouville-Paris

La région prévois que "de grands projets sont également en cours pour permettre d’achever le désenclavement de la Normandie tels que le saut-de-mouton qui permettra un meilleur accès des trains normands à la gare de Paris-Saint-Lazare, la Ligne Nouvelle Paris-Normandie qui réduira considérablement les temps de parcours vers et depuis la capitale, ou encore la création de Services Express Métropolitains autour des grandes aires métropolitaines de Caen et Rouen pour y densifier l’offre ferroviaire." (Nomad)
Elle a également innové en mettant en place un nouveau dispositif d’accès aux trains à destination de la Normandie, basé sur un dispositif humain de contrôle d’accès aux quais de la gare Paris-Saint-Lazare.

### Exportations
| Région européenne                                                                                   | Export | Import |
| --------------------------------------------------------------------------------------------------- | ------ | ------ |
| Zone Euro                                                                                           | 71 %   | 56 %   |
| UE hors zone Euro                                                                                   | 22 %   | 17 %   |
| Europe hors UE                                                                                      | 7 %    | 27 %   |
| Commerce extérieur de la Normandie en Europe en 2014, Source : Douanes. Réalisation : CCI Normandie |        |        |

| Place | Région européenne               | Export/Import |
| --- | ------------------------------- | ------------- |
| 01 | Europe                          | 41418         |
| 02 | Asie                            | 8157          |
| 03 | Proche et Moyen Orient          | 7811          |
| 04 | Alena                           | 5238          |
| 05 | Afrique sub-saharienne          | 2873          |
| 06 | Afrique du nord                 | 2350          |
| 07 | Mercosur                        | 1136          |
| 08 | Afrique australe                | 820           |
| 09 | Amérique latine (hors Mercosur) | 629           |
| 10 | Océanie                         | 430           |
| Commerce extérieur de la Normandie par grande zone géographique (en millions d’€, 2014). Source : Douanes. Réalisation : CCI Normandie |                                 |               |

| Le graphique qui aurait dû être présenté ici ne peut pas être affiché car il utilise l'ancienne extension Graph, désactivée pour des questions de sécurité. Des indications pour créer un nouveau graphique avec la nouvelle extension Chart sont disponibles ici . |
| Source Douanes. Réalisation : CCI Normandie . |

### Agriculture
68,8 % du territoire régional est destiné à un usage agricole en 2020. Comme dans les autres régions, les surfaces de terres agricoles ont diminué au cours des dernières décennies : de 0,21 % par an en moyenne entre 1982 et 2020. C’est l’artificialisation qui a le plus progressé.
Les exploitations agricoles
La région compte 26 500 exploitations agricoles en 2020. Elle en comptait 115 000 en 1970. La taille moyenne est passée, au cours de la même période, de 20 ha à 74 ha. 30 % des structures ont, en 2020 plus de 100 ha de surface agricole utile (SAU).
L'élevage
L'augmentation du volume de lait produit par vache et par hectare de surface de fourrages ou de prairie compense la baisse du cheptel. Entre 1989 et 2020, le nombre d'exploitations laitières a baissé de près de 80 %, le nombre de vaches de 36 %, mais la production de lait a augmenté de 13 %. En 2020 le nombre de vaches laitières est de 554 882. Le nombre de vaches allaitantes est de 244 428.
Autres élevages en 2020 : poulets de chair et coqs en 2020 : 5 753 820 têtes ; poules pondeuses et poulettes : 3 099 726 têtes ; porcins : 758 427 têtes ; équins : 50 583 ; ovins : 149 234 ; caprins : 12 506.

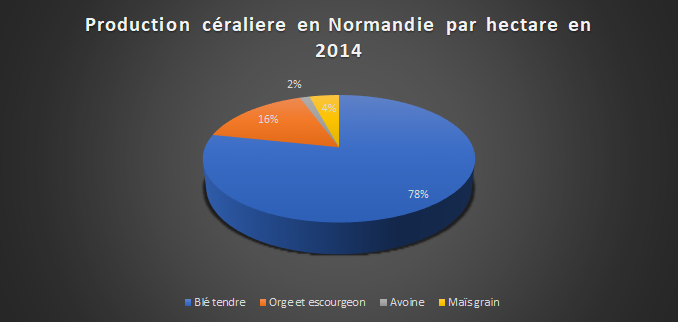
Production céréalière en Normandie par hectare en 2014.

Les cultures
Productions 2015
| 1 Surfaces, rendements et productions des différentes cultures                                         | 1 Surfaces, rendements et productions des différentes cultures | 1 Surfaces, rendements et productions des différentes cultures | 1 Surfaces, rendements et productions des différentes cultures | 1 Surfaces, rendements et productions des différentes cultures | 1 Surfaces, rendements et productions des différentes cultures | 1 Surfaces, rendements et productions des différentes cultures |
| Produit                                                                                                | Surfaces (ha)                                                  | Surfaces (ha)                                                  | Rendement (100 kg/ha)                                          | Rendement (100 kg/ha)                                          | Production (100 kg) ✶                                          | Production (100 kg) ✶                                          |
| Produit                                                                                                | 2014                                                           | 2015                                                           | 2014                                                           | 2015                                                           | 2014                                                           | 2015                                                           |
| --- | -------------------------------------------------------------- | -------------------------------------------------------------- | -------------------------------------------------------------- | -------------------------------------------------------------- | -------------------------------------------------------------- | -------------------------------------------------------------- |
| Blé tendre                                                                                             | 492660                                                         | 507600                                                         | 81                                                             | 89                                                             | 39672800                                                       | 45039500                                                       |
| Orge et escourgeon                                                                                     | 101335                                                         | 104700                                                         | 76                                                             | 83                                                             | 7725845                                                        | 8680800                                                        |
| Avoine                                                                                                 | 8720                                                           | 7900                                                           | 59                                                             | 60                                                             | 511280                                                         | 481200                                                         |
| Maïs grain                                                                                             | 26239                                                          | 21800                                                          | 87                                                             | 86                                                             | 2288520                                                        | 1875070                                                        |
| Triticale                                                                                              | 9670                                                           | 9200                                                           | 58                                                             | 61                                                             | 561250                                                         | 564100                                                         |
| Colza                                                                                                  | 138180                                                         | 126600                                                         | 36                                                             | 40                                                             | 4929600                                                        | 5097300                                                        |
| Féveroles et fèves                                                                                     | 10802                                                          | 13800                                                          | 50                                                             | 39                                                             | 544856                                                         | 541800                                                         |
| Pois protéagineux                                                                                      | 11016                                                          | 13200                                                          | 43                                                             | 44                                                             | 474180                                                         | 583300                                                         |
| Betteraves industrielles                                                                               | 31620                                                          | 29350                                                          | 923                                                            | 962                                                            | 29172300                                                       | 28248500                                                       |
| Lin textile                                                                                            | 42365                                                          | 46600                                                          | 79                                                             | 69                                                             | 3332750                                                        | 3215400                                                        |
| Pommes de terre de consommation                                                                        | 10980                                                          | 11425                                                          | 455                                                            | 448                                                            | 4992895                                                        | 5123500                                                        |
| Maïs fourrage                                                                                          | 238850                                                         | 240680                                                         | 143                                                            | 144                                                            | 34050750                                                       | 34538300                                                       |
| ✶ en matière sèche pour le maïs fourrage; Source : Agreste - SAA définitive 2014 - SAA provisoire 2015 |                                                                |                                                                |                                                                |                                                                |                                                                |                                                                |

### Culture

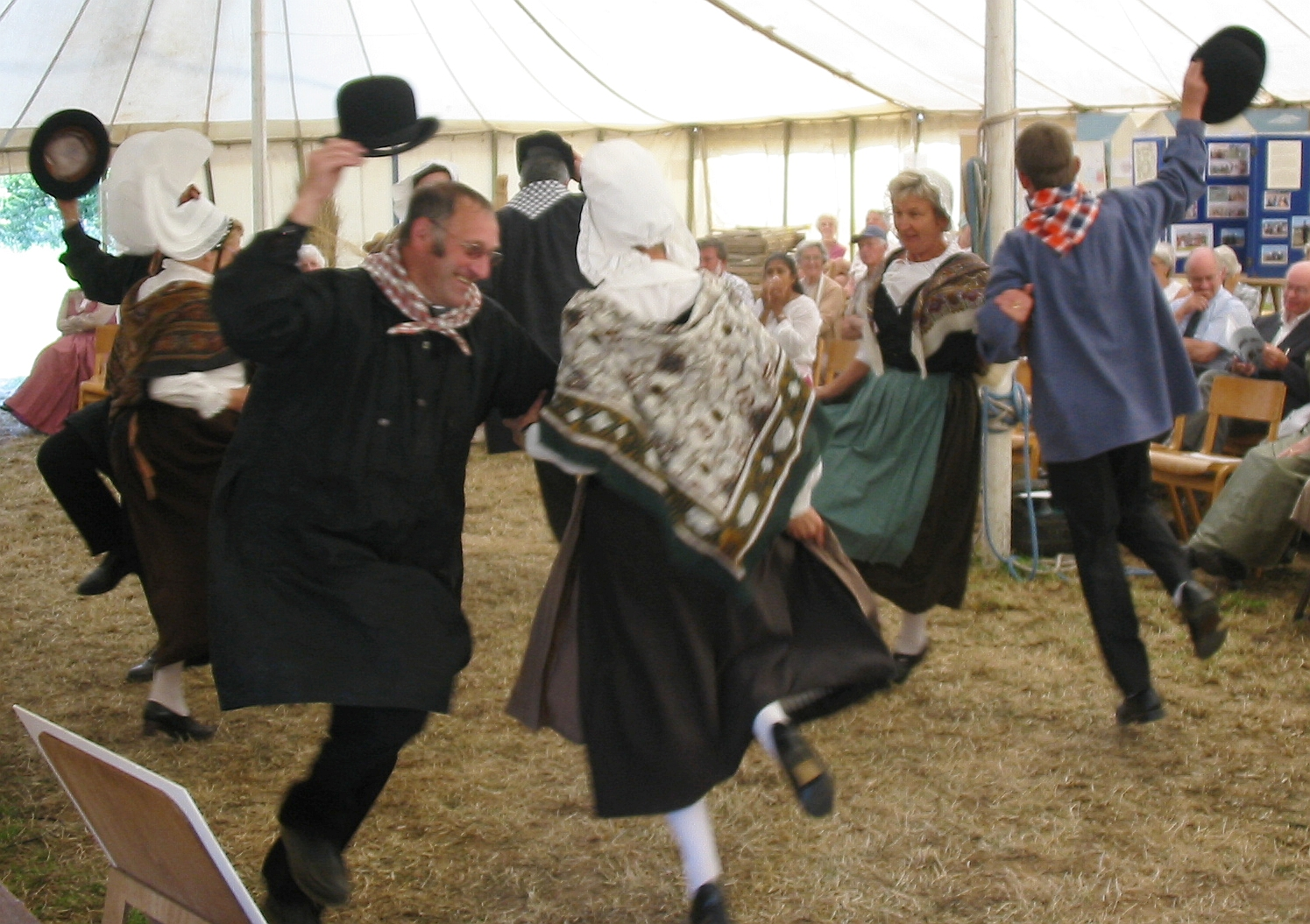
Groupe de danse folklorique normande.

La Normandie possède une langue propre, dérivée, comme le français standard, de l'ancien français, langue-toit par la suite dénommée langue d'oïl : le normand, encore parlé à l’heure actuelle, notamment dans le pays de Caux, le Cotentin ou les îles Anglo-Normandes.
La culture de la Normandie est d’abord littéraire puisque quelques-unes des premières œuvres en ancien français sont écrites en dialecte normand ou anglo-normand : ainsi, le plus ancien texte littéraire de France, la Chanson de Roland, poème épique et chanson de geste de la fin du XIe siècle, attribué à Turold, est en anglo-normand.
La Normandie a également vu naître de nombreux peintres et musiciens.